# Gδ- und Fσ-Mengen
Als Gδ-Mengen und Fσ-Mengen bezeichnet man in der Mathematik spezielle Mengen in topologischen Räumen. Sie spielen eine wichtige Rolle in der Maßtheorie und treten auch bei der Formulierung von Permanenzeigenschaften gewisser Klassen von topologischen Räumen auf.

## Definition
Gegeben sei ein topologischer Raum {\displaystyle (X,{\mathcal {O}})}.
Eine Menge {\displaystyle G\subset X} heißt eine Gδ-Menge, wenn sie der abzählbare Durchschnitt von offenen Mengen in {\displaystyle X} ist. Das heißt, es existieren Mengen {\displaystyle O_{n}\in {\mathcal {O}}} für alle {\displaystyle n\in \mathbb {N} }, so dass
{\displaystyle G=\bigcap _{n\in \mathbb {N} }O_{n}}
gilt.
Eine Menge {\displaystyle F\subset X} heißt eine Fσ-Menge, wenn sie die abzählbare Vereinigung abgeschlossener Mengen in {\displaystyle X} ist. Äquivalent dazu ist, dass das Komplement der Menge eine Gδ-Menge ist.

## Benennung
Die Benennung erklärt sich wie folgt:
- F steht für fermé, französisch für abgeschlossen, das σ für somme, französisch für Summe und daraus abgeleitet die Vereinigung, ähnlich der σ-Additivität oder der σ-Endlichkeit.[1]
- G steht für Gebiet, da Felix Hausdorff offene Mengen Gebiete nannte,[2] das δ für Durchschnitt.[3]

## Verwendung
Namensgebend sind die Gδ-Mengen beispielsweise bei dem Gδ-Satz von Hausdorff, ebenso spielen sie eine zentrale Rolle bei dem eng verwandten Satz von Mazurkiewicz.
Außerdem sind sowohl Gδ-Mengen als auch Fσ-Mengen stets Borel-Mengen und befinden sich in der zweiten Stufe der Borel-Hierarchie.